# Леванда Дмитро Дмитрович
Леванда Дмитро Дмитрович (17 квітня 1884, Умань, Уманський повіт, Київська губернія, Російська імперія — 10 серпня 1931, Варшава, Польща) — капітан 2-го рангу Військово-морського флоту УНР.

## Біографія
Народився в місті Умані, Уманського повіту, Київської губернії, Російської імперії.
Закінчив Морський кадетський корпус (у 1903 році), служив в управлінні головного начальника Архангельська та тилового водного району.
Станом на 27 листопада 1918 року — флаг-капітан з розпорядницької частини штабу білогвардійської флотилії Північно-Льодовитого океану.
З січня 1919 року був приділений до штабу командувача флотилії Північно-Льодовитого океану. З 2 жовтня 1919 року — капітан 2-го рангу білогвардійського флоту.
З 1920 року — на службі УНР, на посаді начальника відділу Головного Морського штабу УНР.
Помер в еміграції у Варшаві у Польщі.